# 胡安·塞巴斯蒂安·埃尔卡诺
胡安·塞巴斯蒂安·埃尔卡诺（西班牙語：Juan Sebastián Elcano，1486年—1526年8月4日），巴斯克人，文艺复兴时期欧洲航海家。麦哲伦五艘船队中的一艘船的船长，麦哲伦被杀后他继任船队指挥。当他驾驶剩下的唯一一艘船最终到达塞维利亚时，被人们当做第一位环球航行的人来欢迎。